# حسن سلطان
حسن سلطان (انگلیسی: Hassan Sultan؛ زادهٔ ۶ اوت ۱۹۸۳) بازیکن واترپلو اهل مصر بود.